# Hurvínek a kouzelné muzeum
Hurvínek a kouzelné muzeum je česko-rusko-belgický 3D počítačově animovaný komediální fantasy film z roku 2017 podle české loutkové komediální dvojice Spejbl a Hurvínek.

## Námět
Pan Spejbl pracuje jako hlídač Muzea loutek, kterému hrozí zbourání. Hurvínek zase jednou neposlouchá a podaří se mu proniknout do uzavřených muzejních prostor, kde objeví kouzelný svět, jenž ukrývá tajemství celého muzea a možná i klíč k jeho záchraně.

## Obsazení
| Martin Klásek              | Hurvínek Spejbl/Josef Spejbl, Hurvínkův otec                                 |
| Helena Štáchová            | Mánička, Hurvínkova kamarádka/učitelka Kateřina Hovorková, Mániččina bábinka |
| Ondřej Lážnovský           | pes Žeryk/loutka Drak                                                        |
| Jan Vondráček              | loutkář Bastor                                                               |
| Ota Jirák                  | loutka Bručoun                                                               |
| Petr Rychlý                | loutka Popleta                                                               |
| Vilém Udatný               | loutka Chytrák                                                               |
| Martin Dejdar              | loutka Čert                                                                  |
| Jiří Lábus                 | loutka Čert                                                                  |
| Václav Vydra               | dělník/loutka kůň                                                            |
| Zbyšek Pantůček            | dělník/tramvaják/třídní učitel/nosič skla/sbory                              |
| Libor Terš                 | starosta/loutka svalovce                                                     |
| Jana Postlerová            | drbna Pěnkavová                                                              |
| Jitka Sedláčková           | drbna Sýkorová                                                               |
| Michaela Frkalová-Klenková | loutka Baletka                                                               |
| Ivo Novák                  | cyklista/sbory                                                               |
| Marie Šimsová              | epizodní role                                                                |
| Jana Kotíková              | epizodní role/sbory                                                          |
| Štěpánka Fingerhutová      | epizodní role/sbory                                                          |
| Jiří Urbánek               | epizodní role/sbory                                                          |
| Vít Panovec                | epizodní role/sbory                                                          |
| Šimon Matějíček            | epizodní role/sbory                                                          |
| Kateřina Kotíková          | epizodní role/sbory                                                          |
| Veronika Kotíková          | epizodní role/sbory                                                          |

## Výroba
Výroba filmu trvala sedm let. S rozpočtem 170 000 000 Kč (8 000 000 $) byl v době svého uvedení pátým nejdražším českým filmem a nejdražším českým animovaným filmem.